# أمية بن خلف
أمية بن خلف أحد سادات وكبراء قريش، قُتل في غزوة بدر في العام الثاني الهجري على يد الصحابي بلال بن رباح. 

## نسبه
- هو: أمية بن خلف بن وهب بن حذافة بن جمح بن عمرو بن هصيص بن كعب بن لؤي بن غالب بن فهر بن مالك بن النضر بن كنانة بن خزيمة بن مدركة بن إلياس بن مضر بن نزار بن معد بن عدنان.
- أمه هي: صفية بنت أسد بن عمرو بن علاج بن أبي سلمة بن عبد العزى بن غيرة بن عوف بن ثقيف بن منبه بن بكر بن هوازن الثقفية.
- ابنائه: لأمية بن خلف ابنان، وهما الصحابي صفوان بن أمية بن خلف وربيعة بن أمية بن خلف.[3]

## معاداة الإسلام
كان أمية بن خلف من سادات قريش، وقد حارب دعوة النبي محمد في بدايتها، وصد عنها ووقف في وجه كل من يتبعها خاصة الفقراء والمستضعفين، وكان من بين هؤلاء المستضعفين الصحابي بلال بن رباح، الذي دخل في الإسلام خفية بدون علم أمية بن خلف، وفي يوم جاء رجل مشرك إلى أمية بن خلف وهو في مجلس لقريش وناداه قائلا: أو ما بلغك الخبر، لقد شهدت عبدك بلالًا يختلي مع محمد وصحبه، فقام أميه من مجلسه ودخل داره منتظراً رجوع بلال، ولما قربت الشمس على الغروب، دخل بلال على أمية فقال: ما هذا الذي بلغني عنك أيها العبد الحبشي، أحقاً أنك اتبعت دين محمد، فأجاب بلال: أما وأنه بلغك أمري وعلمت بإسلامي فإني لا أخفي عليك أني آمنت بالله ورسوله وأنا من جنوده، فأجابه أمية: لست أيها العبد إلا مملوك، لا تملك من أمرك شيئًا، وأقسم أن يذيق بلالا صنوف العذاب ليرغمه على الرجوع إلى الكفر والشرك كما كان، فأعد الحبال وشد بها أقدام بلال وقيدت يداه إلى الخلف، وجر على الأرض وسط الصحراء، وكان يترك بلال في الصحراء من الظهيرة إلى غروب الشمس، ويأتيه قائلا: ما رأيك الآن يا بلال، أذقت العذاب، وهل آن لك أن ترجع إلى عبادة اللات والعزى، وكان بلال يقول: أحد أحد، وأبى أن يعود إلى الشرك. مضت الأيام وبلال يُعذب، حتى مر أبو بكر الصديق يومًا فآلمه ما رأى من عذاب بلال، فقال لأمية: متى تترك هذا المسكين، فقال أمية: إنه عبدي وملكي، وإذا كنت مشفقًا عليه فاشتره، فاشتراه أبو بكر واعتقه.

### آيات نزلت فيه
- كان أمية إذا رأى الرسول همزه ولمزه، فأنزل الله سورة الهمزة: ﴿وَيْلٌ لِكُلِّ هُمَزَةٍ لُمَزَةٍ ۝١ الَّذِي جَمَعَ مَالًا وَعَدَّدَهُ ۝٢ يَحْسَبُ أَنَّ مَالَهُ أَخْلَدَهُ ۝٣ كَلَّا لَيُنْبَذَنَّ فِي الْحُطَمَةِ ۝٤ وَمَا أَدْرَاكَ مَا الْحُطَمَةُ ۝٥ نَارُ اللَّهِ الْمُوقَدَةُ ۝٦ الَّتِي تَطَّلِعُ عَلَى الْأَفْئِدَةِ ۝٧ إِنَّهَا عَلَيْهِمْ مُؤْصَدَةٌ ۝٨ فِي عَمَدٍ مُمَدَّدَةٍ ۝٩﴾. قال ابن هشام الهمزة: الذي يشتم الرجل علانية، ويكسر عينيه عليه، ويغمز به.[5][6]
- قوله تعالى: ﴿وَلَا تُطِعْ مَنْ أَغْفَلْنَا قَلْبَهُ عَنْ ذِكْرِنَا وَاتَّبَعَ هَوَاهُ وَكَانَ أَمْرُهُ فُرُطًا﴾، قال عبد الله بن عباس: «نزلت في أمية بن خلف الجمحي، وذلك أنه دعا النبي إلى أمر كرهه من تحرد الفقراء عنه وتقريب صناديد أهل مكة، فأنزل الله تعالى ولا تطع من أغفلنا قلبه عن ذكرنا، يعني من ختمنا على قلبه عن التوحيد، واتبع هواه، يعني الشرك».[7][8]
- قوله تعالى:﴿الْأَخِلَّاءُ يَوْمَئِذٍ بَعْضُهُمْ لِبَعْضٍ عَدُوٌّ إِلَّا الْمُتَّقِينَ ۝٦٧﴾ [الزخرف:67]، حكى النقاش أن هذه الآية نزلت في أمية بن خلف الجمحي وعقبة بن أبي معيط، كانا خليلين، وكان عقبة يجالس النبي، فقالت قريش: قد صبأ عقبة بن أبي معيط، فقال له أمية: وجهي من وجهك حرام إن لقيت محمدًا ولم تتفل في وجهه، ففعل عقبة ذلك، فنذر النبي قتله، فقتله يوم بدر صبرًا، وقُتل أمية في المعركة، وفيهم نزلت هذه الآية.[9]

## شعره
كان أُمية بن خلف قد هجا حسان بن ثابت في أبيات:
فرد عليه حسان بن ثابت:

## مقتله
- حدثنا عبد العزيز بن عبد الله قال حدثني يوسف بن الماجشون عن صالح بن إبراهيم بن عبد الرحمن بن عوف عن أبيه عن جده عبد الرحمن بن عوف رضي الله عنه قال كاتبت أمية بن خلف كتابا بأن يحفظني في صاغيتي بمكة وأحفظه في صاغيته بالمدينة فلما ذكرت الرحمن قال لا أعرف الرحمن كاتبني باسمك الذي كان في الجاهلية فكاتبته عبد عمرو فلما كان في يوم بدر خرجت إلى جبل لأحرزه حين نام [ ص: 808 ] الناس فأبصره بلال فخرج حتى وقف على مجلس من الأنصار فقال بلال «أمية بن خلف! لا نجوت إن نجا أمية» فخرج معه فريق من الأنصار في آثارنا فلما خشيت أن يلحقونا خلفت لهم ابنه لأشغلهم فقتلوه ثم أبوا حتى يتبعونا وكان رجلا ثقيلا فلما أدركونا قلت له ابرك فبرك فألقيت عليه نفسي لأمنعه فتخللوه بالسيوف من تحتي حتى قتلوه وأصاب أحدهم رجلي بسيفه وكان عبد الرحمن بن عوف يرينا ذلك الأثر في ظهر قدمه قال أبو عبد الله سمع يوسف صالحا وإبراهيم أباه.[1]

- روى ابن اسحاق عن عبد الرحمن بن عوف قال: كان أمية بن خلف لي صديقا بمكة، وكان اسمي عبد عمرو، فتسميت حين أسلمت عبد الرحمن ونحن بمكة، فكان يلقاني أمية إذ نحن بمكة فيقول: يا عبد عمرو أرغبت عن اسم سمّاكه أبواك فأقول: نعم، فيقول: فإني لا أعرف الرحمن، فاجعل بيني وبينك شيئا أدعوك به، أما أنت فلا تجبني باسمك الأول، وأما أنا فلا أدعوك بما لا أعرف، قال: فكان إذا دعاني يا عبد عمرو لم أجبه، قال: فقلت له: يا أبا علي اجعل ما شئت، قال: فأنت عبد الإله، قال: فقلت: نعم، قال: فكنت إذا مررت به، قال: يا عبد الإله فأجيبه، فأتحدث معه.حتى إذا كان يوم بدر، مررت به وهو واقف مع ابنه علي بن أمية آخذا بيدي معي أدراع، قد استلبتها فأنا أحملها، فلما رآني قال لي: يا عبد عمرو فلم أجبه، فقال: يا عبد الإله، فقلت: نعم، قال: هل لك في فأنا خير لك من هذه الأدراع التي معك، قال قلت: نعم ها الله ذا، قال فطرحت الأدراع من يدي، واخذت بيده ويد ابنه، وأمية يقول: «ما رأيت كاليوم قط، أما لكم في اللبن من حاجة؟» (يعني إتخاذ الأسرى وافتدائهم بإبل كثير اللبن عوضاً عن القتل)، قال ثم خرجت أمشي بهما. قال ابن اسحاق: قال عبد الرحمن بن عوف قال: قال لي أمية بن خلف وأنا بينه وبين ابنه آخذ بأيديهما: يا عبد الإله، من الرجل منكم المعلم بريشة نعامة في صدره، قال: قلت: ذاك حمزة بن عبد المطلب، قال: ذاك الذي فعل بنا الأفاعيل، قال عبد الرحمن: فوالله إني لأقودهما إذ رآه بلال بن رباح معي وكان هو الذي يعذب بلالا بمكة على دخوله الإسلام فيخرجه إلى رمضاء مكة إذا حميت، فيضجعه على ظهره ثم يأمر بالصخرة العظيمة فتوضع على صدره، ثم يقول: لا تزال هكذا أو تفارق دين محمد، فيقول بلال: أحد أحد، قال: فلما رآه (بلال رآى أمية) قال: «رأس الكفر أمية بن خلف لا نجوت إن نجا»، قال: قلت: أي بلال أبأسيري، قال: لا نجوت إن نجا، قال: قلت: أتسمع يا ابن السوداء، قال: لا نجوت إن نجا، قال: ثم صرخ بأعلى صوته: يا أنصار الله، رأس الكفر أمية بن خلف لا نجوت إن نجا، قال: فأحاطوا بنا حتى جعلونا في مثل المسكة وأنا أذب عنه قال: فأخلف رجل السيف فضرب رجل ابنه فوقع، وصاح أمية صيحة ما سمعت مثلها قط، قال: فقلت: انج بنفسك ولا نجاء بك فوالله ما أغني عنك شيئا، قال: فهبروهما بأسيافهم، حتى فرغوا منهما، قال: فكان عبد الرحمن يقول: يرحم الله بلالا ذهبت أدراعي وفجعني بأسيري.[13][14][15]

## شخصيته في السينما والتلفزيون
- 1953 : فيلم بلال مؤذن الرسول عن قصة حياة بلال بن رباح بطولة يحيى شاهين وقام بدور أمية بن خلف الممثل محمود المليجي
- 1975 : فيلم الرسالة وقام بدور أمية بن خلف الممثل عبد الغني قمر
- 1993 : مسلسل الوعد الحق وقام بدور أمية بن خلف الممثل مفيد عاشور.
- 2006 : مسلسل خالد بن الوليد عن قصة حياة خالد بن الوليد وقام بدور أمية بن خلف الممثل سليم شريقي
- 2008 : مسلسل قمر بني هاشم، وقام بتجسيد دور أمية بن خلف الممثل أسعد فضة.[16]
- 2012 : مسلسل عمر وقام بتجسيد دور أمية بن خلف الممثل غازي حسين
- 2015 : فيلم بلال، وقام بدور صوت أمية بن خلف جمال سليمان.